# Adakekere, Gubbi
Adakekere là một làng thuộc tehsil Gubbi, huyện Tumkur, bang Karnataka, Ấn Độ.